# Sinagoga Sha'ar Hashamayim
La Sinagoga Sha'ar Hashamayim (hebreu: בית כנסת שער השמים‎; àrab: كنيس عدلي, Kanīs ʿAdlī) es una sinagoga de la ciutat del Caire, a Egipte, coneguda també com a Temple Ismailia i com a sinagoga del carrer Adly.
El seu líder històric va ser el gran rabí Chaim Nahum. En 2008, la sinagoga va celebrar el seu centenari. La sinagoga va ser construïda en un estil que evoca els antics temples egipcis, i que una vegada va ser l'edifici més gran en el bulevard.
Quan la sinagoga es va obrir en 1899, hi havia una vibrant comunitat jueva al Caire. L'última vegada que la sinagoga va estar plena va ser en la dècada de 1960. En l'actualitat el nombre de membres de la comunitat és de 30 a 40, la majoria dones grans.